# San Polo dei Cavalieri
San Polo dei Cavalieri és un comune (municipi) de la ciutat metropolitana de Roma, a la regió italiana del Laci, situat uns 30 km al nord-est de Roma. L'1 de gener de 2018 tenia 2.919 habitants.
San Polo dei Cavalieri limita amb els següents municipis: Guidonia Montecelio, Licenza, Marcellina, Monteflavio, Palombara Sabina, Roccagiovine, Tívoli i Vicovaro.